# Merced (California)
Merced (pronunciato /mɜːrˈsɛd/) è una città e capoluogo di contea della omonima contea situata nella valle di San Joaquin nella California centrale, Stati Uniti. Nel 2020 la popolazione della città era di 86.333 abitanti. Fondata nel 1889, deve il suo nome al fiume Merced che scorre nel vicino Yosemite National Park.
Merced è conosciuta come la "porta del Yosemite", essendo a meno di due ore di auto a est dal parco nazionale di Yosemite e a poca distanza a ovest dalla Monterey Bay, baia che si affaccia sull'Oceano Pacifico e quindi alle sue lunghissime spiagge. La città è ben servita dai mezzi di trasporto con una stazione ferroviaria, un aeroporto (il Merced Municipal Airport) e tre diverse linee di autobus.
Nel 2005 la città è diventata la sede della decima delle Università della California, la UC Merced.

## Geografia e geologia
Secondo l'ufficio del censimento degli Stati Uniti la cittadina ha una superficie di 51,4 km² che corrispondono a 19,9 mi².
Nel 1987 si scoprì che una delle principali fonti di acqua sotterranea di Merced, era contaminata dal tetracloroetilene; da quel momento vennero quindi messe in atto norme più restrittive riguardo alla ricerca di acqua nel sottosuolo cittadino.

## Comunità
Merced poteva essere descritta come una "città addormentata" fino all'arrivo del decimo UC campus, lo UC Merced, che ha radicalmente cambiato l'aspetto della cittadina.
I posti di svago della città sono l'Applegate Park, lo zoo, i Bear and Black Rascal Creeks con le sue piste ciclabili, uno skate park situato nel distretto di Applegate, un palco per concerti dal vivo a Downtown, due cinema, il Mainzer Theater (conosciuto per il suo valore storico e architettonico), il County Courthouse Museum (che risale al 1889) e la biblioteca della contea.
Anche se ancora in fase di crescita, Merced ha molti centri commerciali, tra cui spicca il Merced Mall, dove si possono trovare molti negozi delle marche più famose, diversi supermercati, ristoranti e bar.
Inoltre, a breve distanza dalla città si può visitare il Castle Air Museum, il Challenger Learning Center, il Castle Science and Technology Museum, lo splendido lago Yosemite e le Merced Falls.
La città di Merced e le cittadine limitrofe sono raggiunte dal Merced Sun-Star, quotidiano che è stato alla ribalta della cronaca per alcune sue inchieste giornalistiche che hanno portato alle dimissioni del procuratore generale.
Proprio per questa inchiesta, il Merced Sun-Star, che stampa ogni giorno ventimila copie, ha vinto il premio nazionale del Associated Press Managing Editors Association public service award.

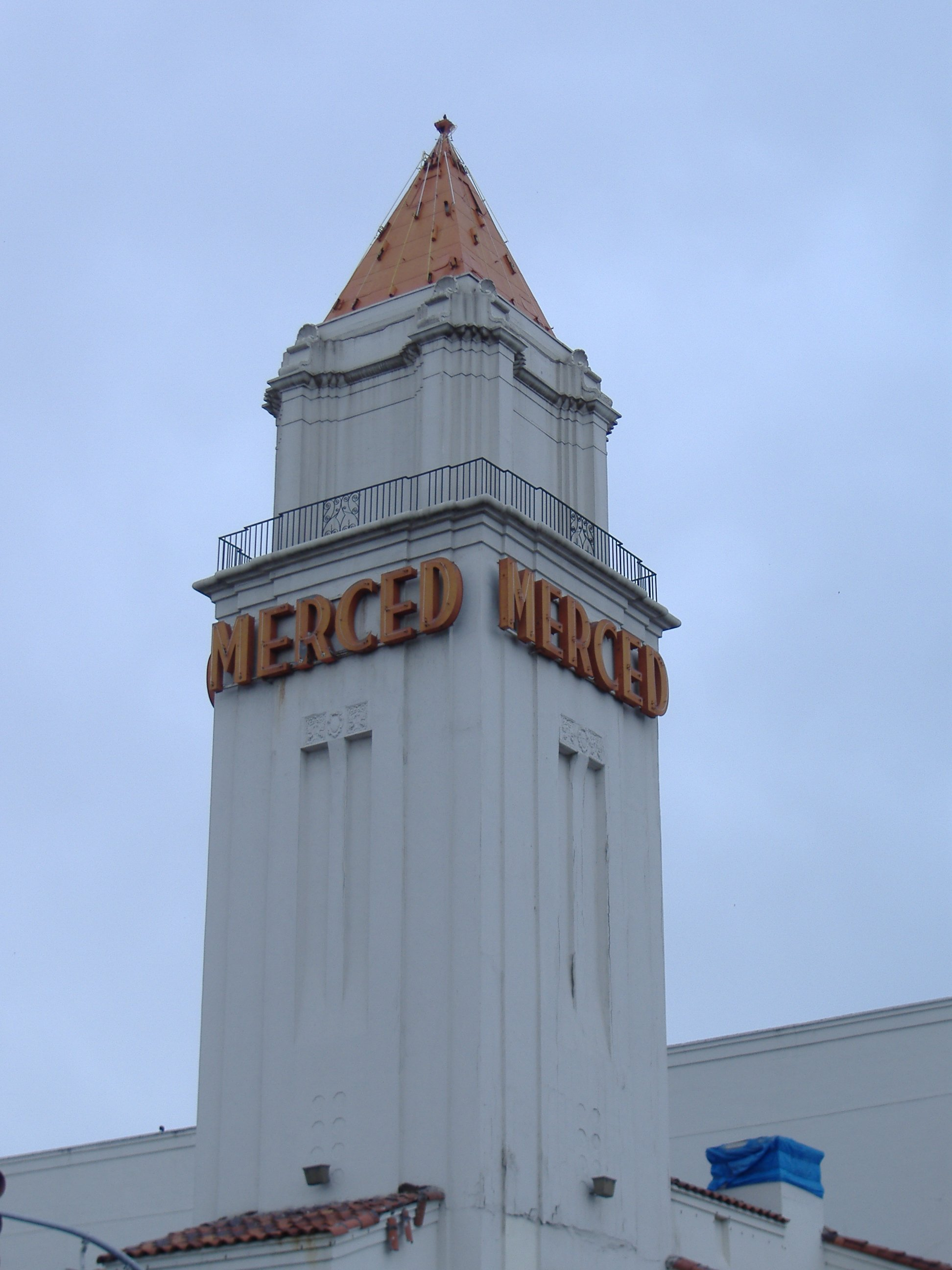
Merced Theater
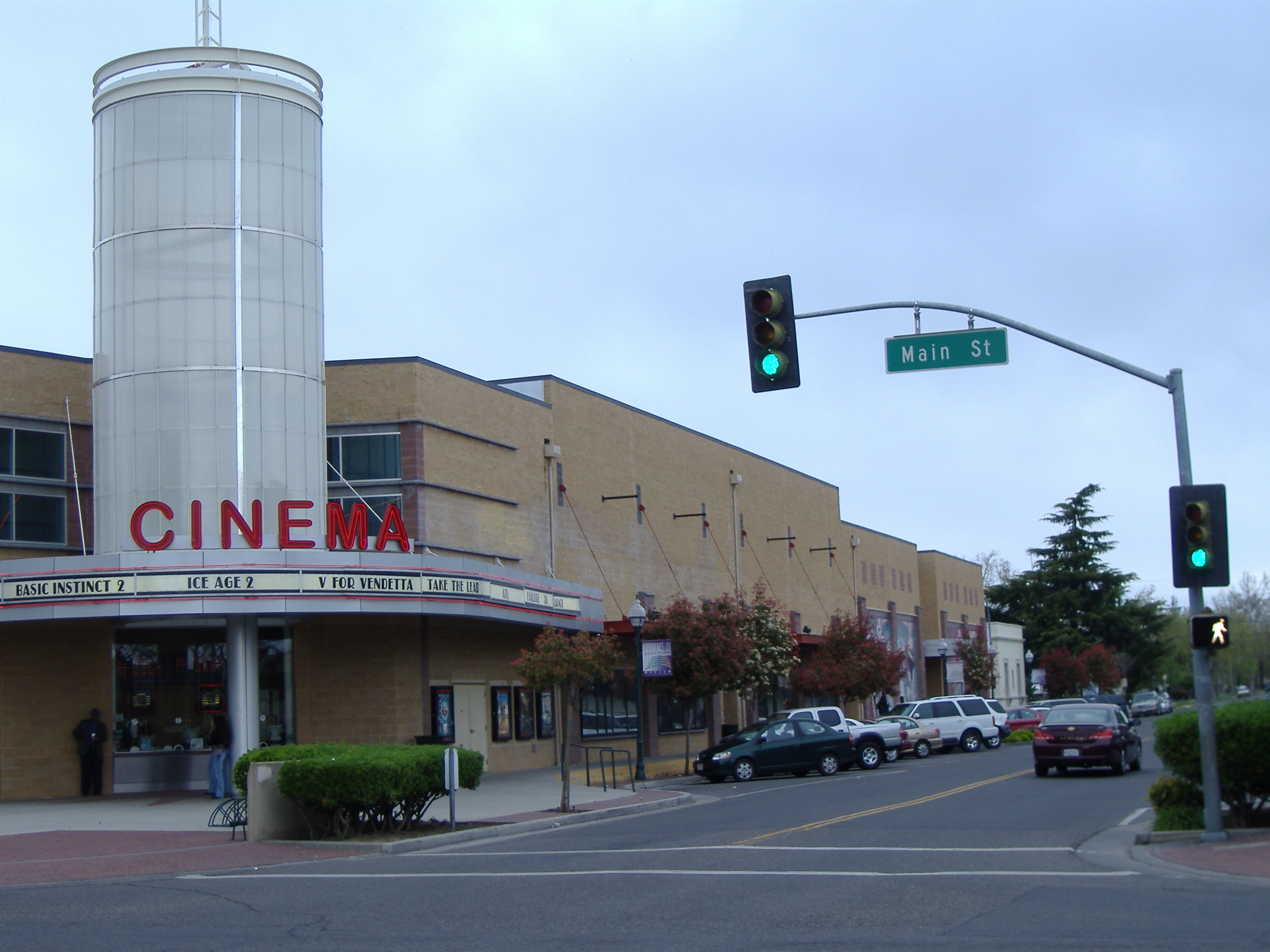
The Main Place Theater
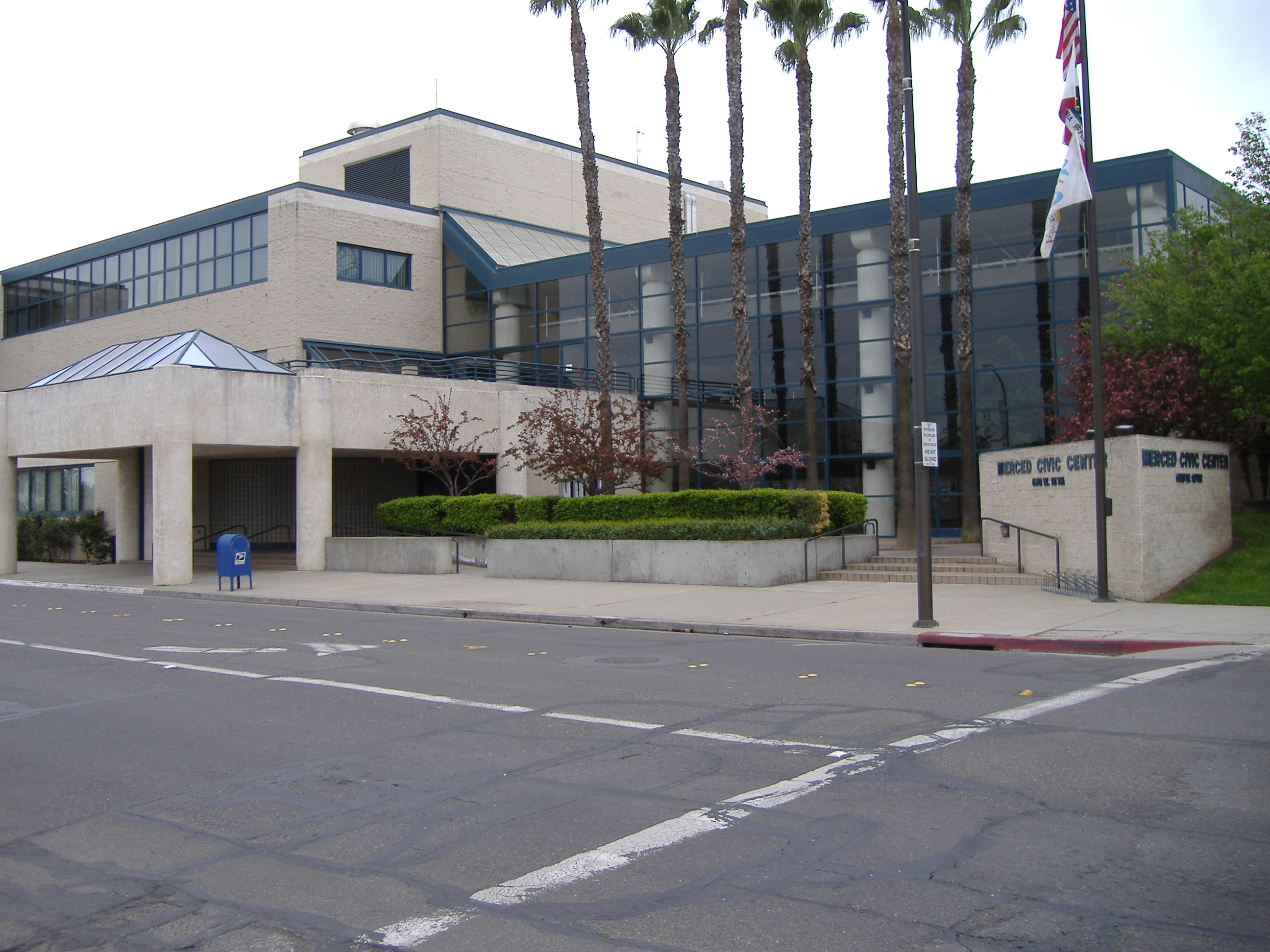
Civic Center
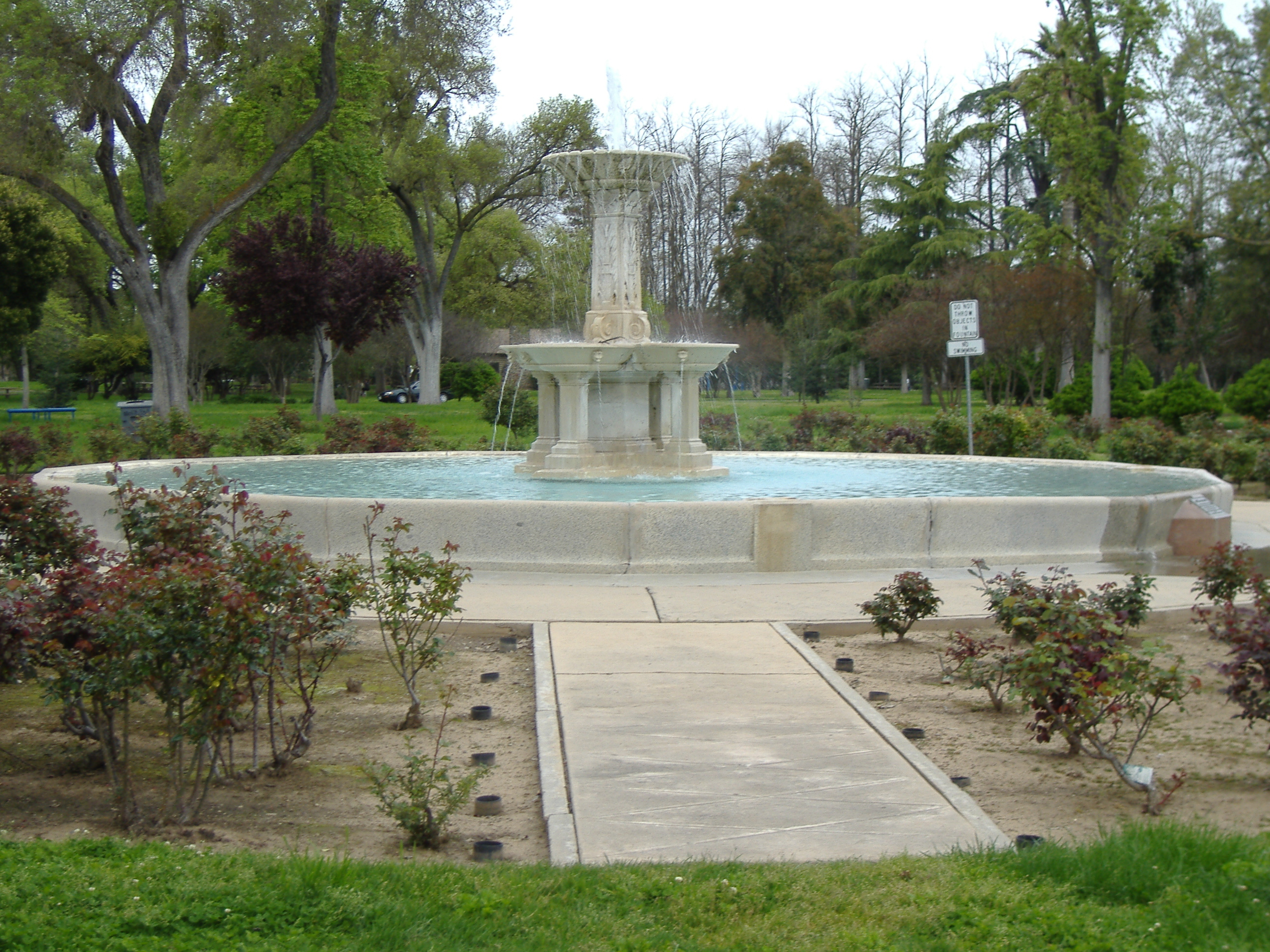
Applegate Park Rose Garden Fountain, The Laura Fountain
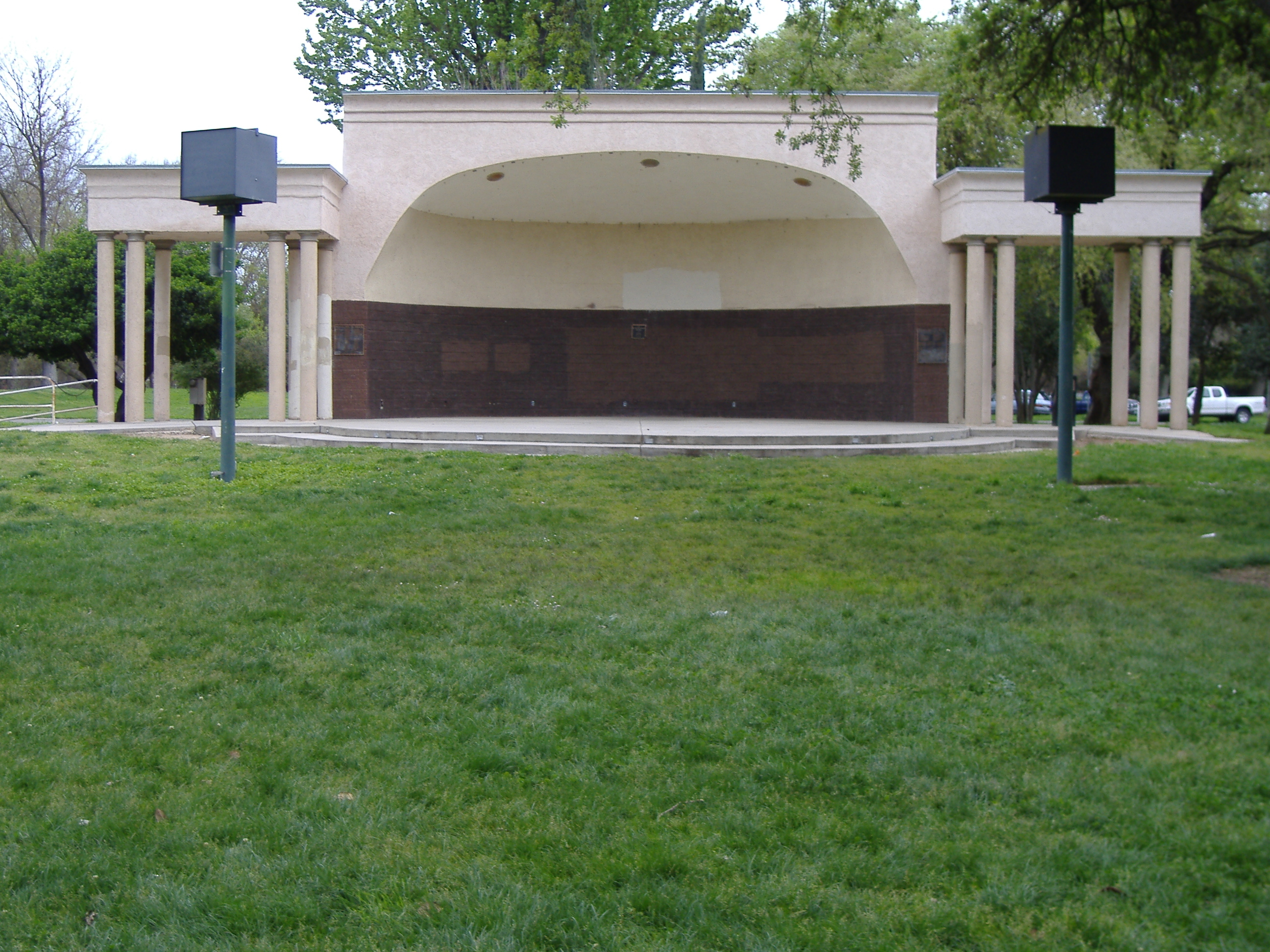
Applegate Park Open Air Theater
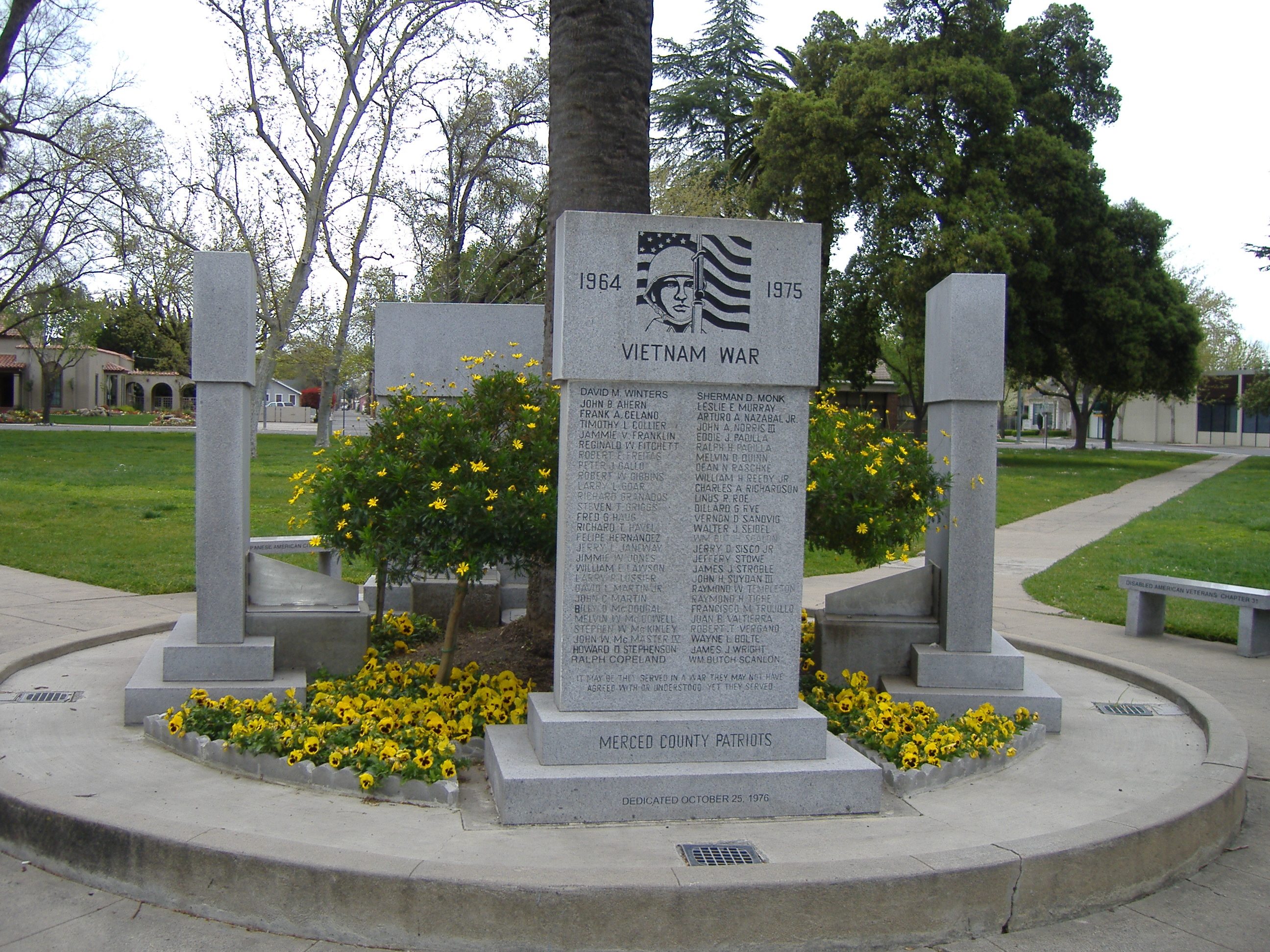
Veterans Memorial
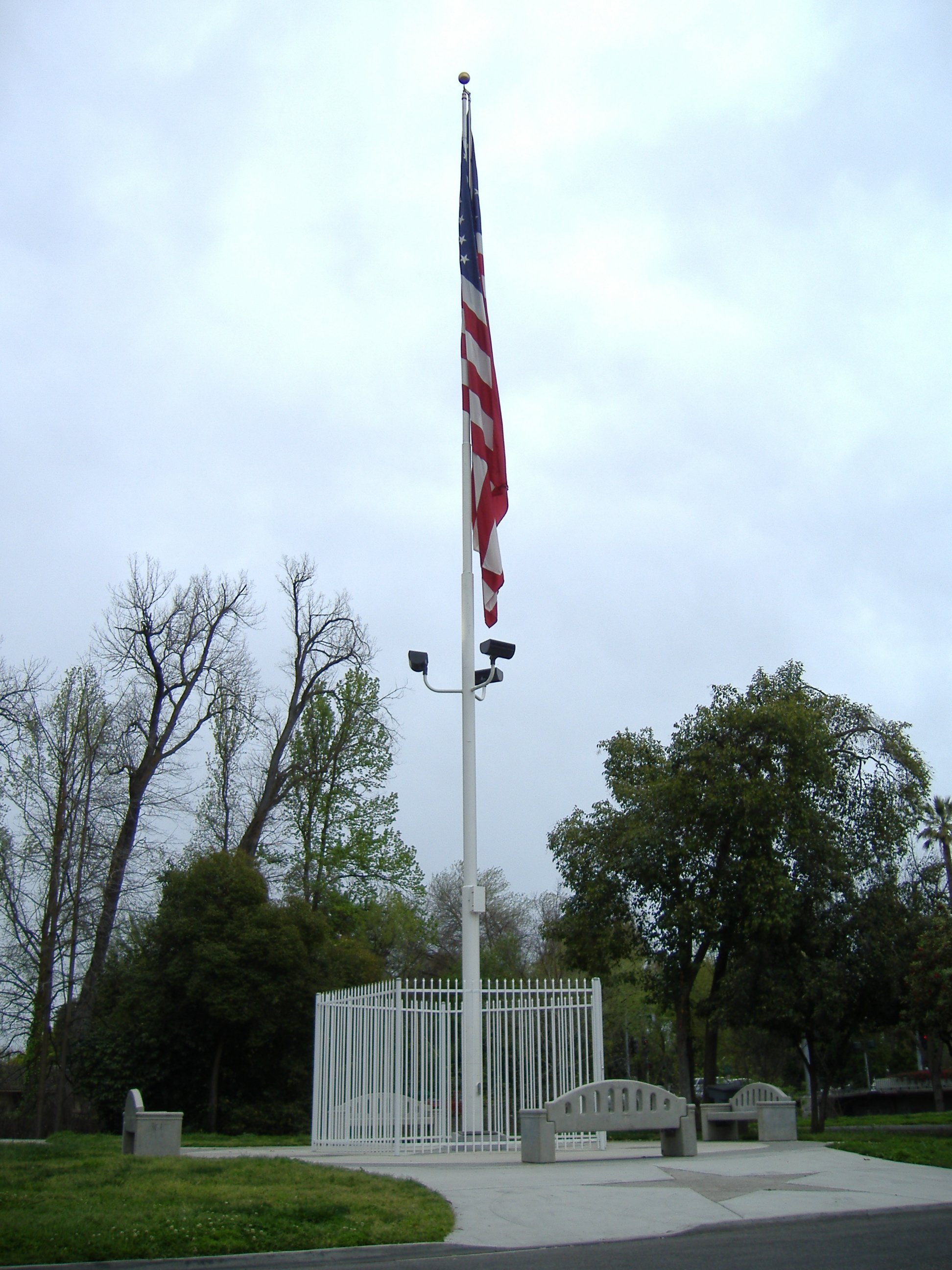
Applegate Flag Pole
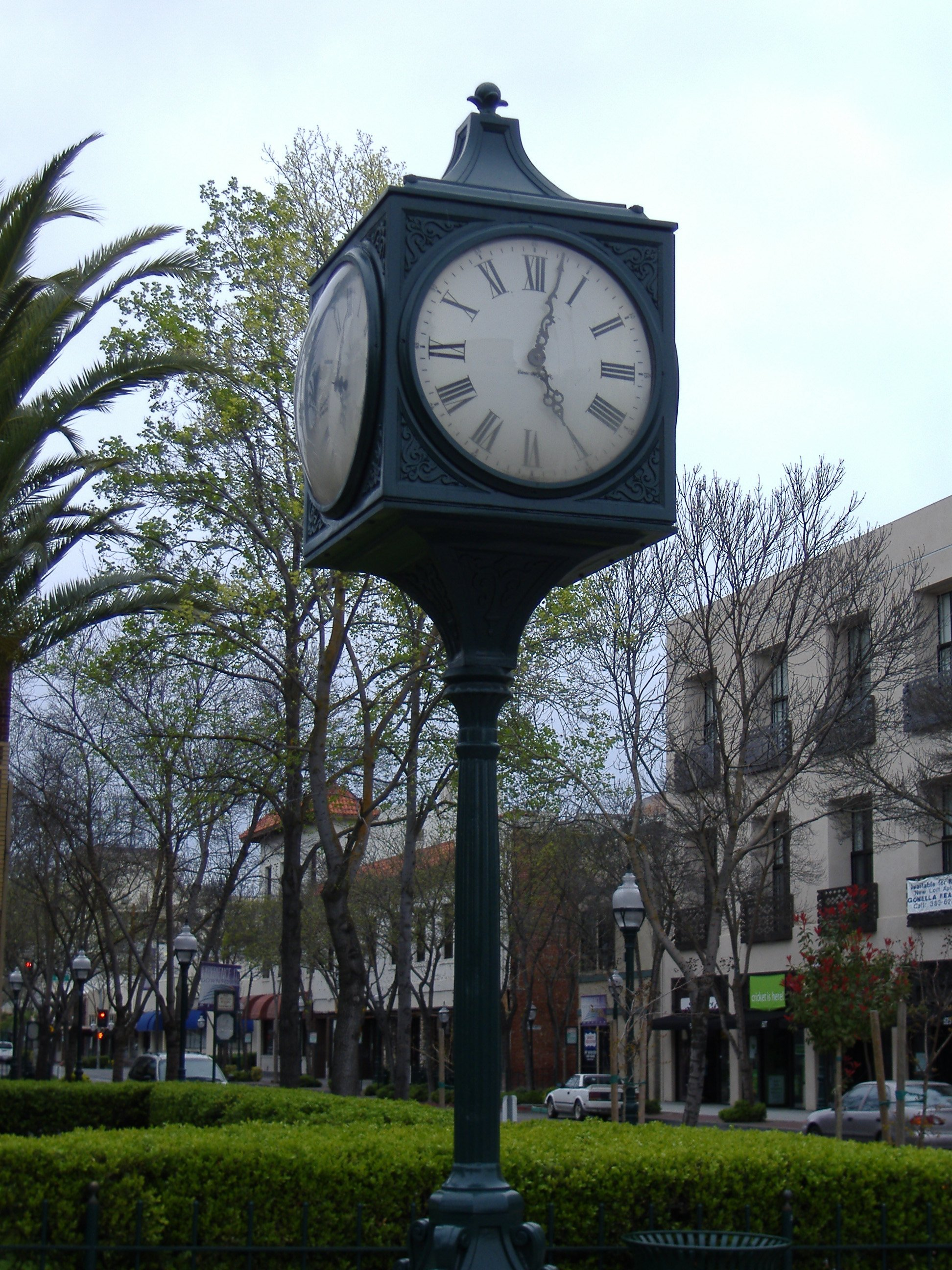
Bob Hart Square Clock

## Istruzione
A Merced ci sono due high school campus statali, la Merced High School e la Golden Valley High School, oltre ad alcuni campus più piccoli privati che offrono una educazione differente (ad esempio religiosa). Merced ha anche un college comunitario, il Merced College.
Alla fine del 2005 l'Università della California ha aperto una sede a Merced, subito fuori dal centro cittadino. La UC Merced nel 2006 aveva 2000 studenti iscritti ai corsi.
Inoltre in città sono presenti anche numerosi scuole religiose e tecniche per coprire tutte le varie richieste di educazione.

## Infrastrutture e trasporti

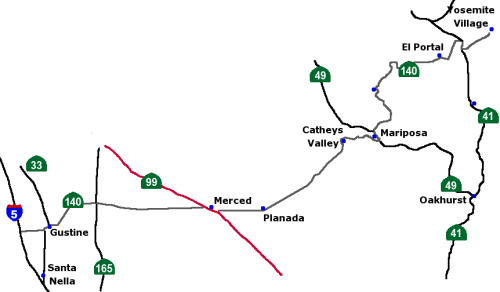
Le highway principali vicine a Merced

### Aeroporti
- Merced Municipal Airport
- Castle Airport nelle vicinanze di Atwater

### Bus
- La Greyhound Lines serve la città di Merced.
- Il Bus-Merced County Transit, che opera sia ad seguendo delle rotte ad orari già prefissati, sia con il servizio Dial-A-Ride per avere una corsa personalizzata in tutta la contea di Merced.
- Cattracks è il servizio bus della Università della California di Merced che trasporta studenti, insegnanti e il personale dall'università agli appartamenti fuori dal campus, alla Amtrak Station e anche nel centro della città.

### Strade principali
- California State Route 59
- California State Route 99
- California State Route 140

### Treni
- La compagnia ferroviaria Amtrak passa per Merced.

## Società

### Evoluzione demografica

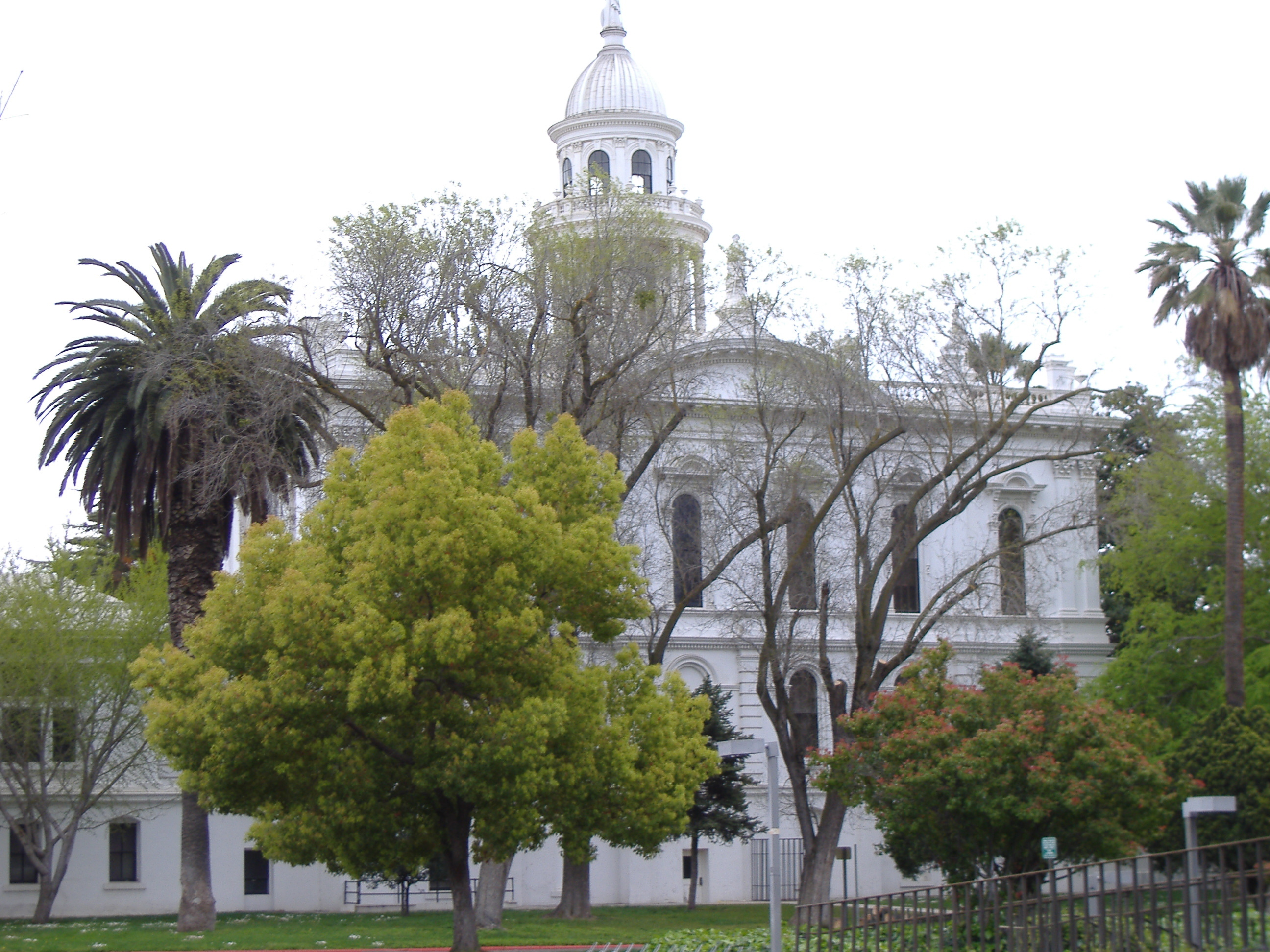
Historic County Courthouse, ora usata come museo

Secondo l'ultimo censimento della cittadina di Merced, che risale al 2000, a Merced abitano 63.898 persone, per un totale di 20.435 case e 14.631 famiglie. La densità di popolazione della cittadina è di 1 242,2 abitanti/km².
La popolazione di Merced è composta per il 52,40% da bianchi, per il 6,33% da afroamericani, solo l'1,28% dai nativi americani, 11,37% da asiatici (la maggior parte di etnia Hmong), dallo 0,21% da persone provenienti da isole dell'Oceano Pacifico e per il 23,18% da altre razze. La popolazione di origine ispanica di ogni razza presente a Merced rappresenta il 41,36% della popolazione totale.
A Merced il 42,9% delle famiglie ha bambini di età inferiore ai 18 anni che vivono ancora con i genitori, il 47,2% è invece rappresentato da coppie sposate che vivono assieme, il 18,2% della popolazione della città è rappresentato da donne sole che non hanno marito e il restante 28,4% sono non-families.
L'età media di Merced si aggira attorno ai 28 anni; infatti ben il 34,7% degli abitanti è minorenne, l'11,4% ha un'età compresa tra i 18 e i 24 anni, il 27,4% tra i 25 e i 44, il 17,1% dai 45 ai 64 e il restante 9,4% ha più di 65 anni. Per ogni 100 donne ci sono 95,6 maschi; se si escludono i minorenni per ogni 100 donne ci sono 92,3 maschi.
Merced è una delle città con più alta concentrazione di Hmong laotiani degli Stati Uniti. Nella metà degli anni novanta un quinto dei residenti a Merced era di razza Hmong. Nonostante l'integrazione forzata nella comunità locale e qualche caso di xenofobia, la comunità Hmong a Merced è riuscita a conservare intatti molti aspetti della loro cultura originaria.

## Critiche
Nell'edizione del 2007 del libro "Cities Ranked & Rated", scritto da Bert Sperling e Peter Sander, Merced si è posizionata al 370º posto su 373 città di tutto il territorio statunitense. I fattori che influiscono sulla posizione delle città secondo gli autori del libro sono la qualità della vita, il costo della vita in città e nelle vicinanze, la disponibilità di scelta di diversi tipi di lavoro, educazione, assistenza sanitaria, oltre che al clima, al crimine e alle attività di svago.
Tuttavia Merced non resterà a lungo in quella posizione, come dicono gli autori stessi: "Merced è certamente su un gradino superiore e offre potenzialità che non si trovano nelle altre città della San Joaquin Valley. Questo potenziale non è mostrato chiaramente nei numeri di oggi."